# Conservatorio de colecciones vegetales especializadas
El Conservatorio de colecciones vegetales especializadas ( en francés: Conservatoire des collections végétales spécialisées), abreviado con el  acrónimo CCVS), es una asociación francesa (según la ley de 1901), creada en 1992, por iniciativa de algunos científicos y botánicos apasionados, que tiene por objetivo federar todas las iniciativas privadas o públicas destinadas a preservar el patrimonio hortícola y botánica y en particular los cultivares seleccionados por los hombres, para luchar contra la desaparición de estas especies. 
Su equivalente inglés es el National Council for the Conservation of Plants and Gardens - Plant Heritage (NCCPG). 

## Objetivos
La asociación contabiliza, evalúa y concede etiquetas a las colecciones vegetales francesas que corresponden con el objetivo de la asociación. 

## Actividades
Para responder a sus objetivos, el Comité de las colecciones examina el expediente de las colecciones y, si hay, cada dos años, lo manda a la Société nationale d'horticulture de France. 
Dos tipo de reconocimientos son asignados, según criterios específicos.  

Después de pago de una cotización, el CCVS concede las etiquetas :
- collection nationale CCVS : colección de interés nacional que alcanza un nivel de excelencia, en particular, por el conjunto de los taxones representados ;
- collection agréée CCVS : colección que merece aún de su acrecentamiento o que debe mejorar su gestión y garantizar su perpetuidad.

## Colaboradores
Esencialmente son propietarios o gestores de colecciones vegetales, públicos o privados, de los que  :
- viveristas,
- horticultores,
- servicios de espacios verdes,
- jardines botánicos,
- coleccionistas aficionados

## Publicaciones
El CCVS edita una revista trimestral, Hommes et plantes ISSN 1163-4464, dirigida por Françoise Lenoble-Prédiney realizada por Editions Protea, que publica, en particular, reportajes sobre las colecciones vegetales existentes tanto en Francia como en el extranjero. Publica también un anuario de las colecciones etiquetadas puesto al día cada año. Organiza también viajes botánicos. 
El CCVS ha creado una « charte des collections » (Carta de las colecciones)
El CCVS dispone de un sitio en internet

## Administración, funcionamiento
- Su presidente es Françoise Lenoble-Prédine.
- El CCVS cuenta con unos 300 socios. Su sede social está situada en París, 84 rue de Grenelle, en el 7e arrondissement.

## Relación de las colecciones nacionales
- Acacia : Pépinières Gérard Cavatore, Bormes-les-Mimosas,
- Acer palmatum y Acer japonicum : Jardín de Michel Madre, Autrey,
- Agave : 
  - Jardín Botánico de Niza Niza,
  - Jardín de pájaros tropicales, La Londe-les-Maures,
  - Jardín Botánico de Foncaude, Feuilla,
- Alnus : Brigitte Fourier, Morbihan,
- Aloe : Museo Nacional de Historia Natural de Francia, París.
- Araceae tropicales : Conservatorio y Jardines Botánicos de Nancy,
- Artemisia : Laboratorios Yves Rocher,
- Asarum : Jardín botánico Armand David, 71290 La Genête,
- Astilbe : Mairie de Paris,
- Begonia : 
  - Conservatorio de Begonias, Rochefort-sur-Mer,
  - Begonia var. 'Rex cultorum', Mairie de Paris,
- Caladium : Mairie de Paris,
- Cattleya, Laelia y sus híbridos : Vacherot et Lecoufle, Boissy-Saint-Léger.
- Ceanothus : Janine et Yves Jarreau,
- Chasmanthe : William Waterfield,
- Chimonobambusa : Bambous de Planbuisson,
- Chrysanthemum : Le Conservatoire National du Chrysanthème Paul Lemaire Ville de Saint-Jean-de-Braye,
- Chrysanthemumsensu lato : Mairie de Paris,
- Cistus : Pépinière Filippi, Hérault,
- Clematis cvs. : Pépinières Travers, Loiret,
- Convolvulaceae : Conseil général des Hauts-de-Seine,
- Cornus : Jardín Botánico de la Universidad de Estrasburgo, Estrasburgo.
- Ficus : Museo Nacional de Historia Natural de Francia, París,
- Ficus : Mairie de Paris, París.
- Fuchsia : Jardín de plantas de Ruan.
- Nicotiana : Institut du tabac, Bergerac.
- Orchidaceae : Orchidées Marcel Lecoufle, Boissy-Saint-Léger.
- Paphiopedilum, Phragmipedium y sus híbridos : Orchidées Vacherot et Lecoufle, Boissy-Saint-Léger.
- Pelargonium : 
  - Mairie de Bourges, Bourges.
  - Jardín Botánico de Saint-Vincent-de-Paul, Saint-Vincent-de-Paul
- Quercus : Arboretum national des Barres, Nogent-sur-Vernisson.
- Rosa : 
  - Rosaleda de Bagatelle, París (rosas modernas),
  - Les Roses Loubert - Mme Loubert, Les Rosiers-sur-Loire (rosales antiguos),
  - Conservatorio Botánico Alpino Nacional de Gap-Charance, Gap (rosales botánicos),
  - Roseraie du Val-de-Marne, L'Haÿ-les-Roses (rosales antiguos),
  - Roseraie de la Cour de Commer, Commer (rosas gallicas).
- Salvia : Jardín Botánico de Niza, Niza.
- Sello de Salomón : Jardín botánico Armand David, 71290 La Genête,
- Tilia : Arboreto de Chèvreloup, Le Chesnay.
- Tulipa : Laurent Lieser, Florac.
- Yucca : Jardín de pájaros tropicales, La Londe-les-Maures (Var)